# 범한자동차 E-STAR
범한자동차 E-STAR 차종은 범한자동차에서 생산, 판매하는 전기버스이며, 제작공장은 경상남도 함안군 칠서면 대치리다.
황해자동차 E-SKY의 후속 모델로, 범한자동차가 황해자동차로부터 직수입해서 판매하던 방식에서 중국의 양저우 아시아스타의 JS6108GHBEV 모델을 기반으로 범한자동차가 차량 크기를 조절하여 함안공장에서 반조립(SKD) 하여 생산하는 방식으로 바뀌었다.
에디슨 스마트 087, 093처럼 양저우 아시아스타 차량을 기반으로 만들어져서 모터나 부품 등 해당 차량과 유사한 점이 많다. 또한, 생산 방식도 에디슨모터스와 같은 반조립 생산이기 때문에 원표 상 국적은 대한민국산이고, 따라서 '아시아스타 E-STAR'가 아닌 '범한자동차 E-STAR'가 되는 것이다. 보디빌더 업체랑은 약간 다른데, 보디빌더라고 가정한다면 이리사르, 마르코폴루 SA처럼 문틀만 다른 업체에서 가져오고 보디는 아예 밑바닥에서 새로 제작해야 보디빌더 업체로 인정하는데, 범한자동차는 중국 부품을 한국 실정에 맞게 조절만 했기 때문이다.
똑같이 반조립인 에디슨 스마트 087, 093과 달리 E-STAR 8은 LED 공간이 크고 후방 LED 활용도도 높고 배터리도 상부에 있어서 스마트 087, 093보다 낫다는 평도 있다.

## 세부 정보

### E-STAR 7
범한자동차에서 준비중인 준중형 저상 전기버스 차량이다. 해당 차량은 아시아스타 자동차를 가져와서 조립할 예정이다.

### E-STAR 8
2022년에 출시된 9m급 중형 저상 전기버스이다. 특이 사항으로는 전장이 대형 승합 기준에서 딱 5mm 모자란 8,995mm이기에 이름만 중형인 다른 차량과는 달리 법적으로도 중형 저상버스로 분류되며, 이에 따라 휠체어 석은 1석만 설치된다. 또한, 중형 저상버스는 문도 대형보다 작게 설치할 수 있어서 앞문은 1짝만 설치되고, 중문 역시 대형 저상버스보다 작다. 휠도 대형 모델과 달리 8 스터드 휠이 장착된다. 최초 출고 업체는 경기도 광명의 진양교통, 서울의 미봉운수이다.

#### 제원
- 전폭: 2,495mm
- 전고: 3,400mm
- 전장: 8,995mm
- 휠베이스: 4,645mm
- 모터 출력: 245kW(약 330마력)
- 배터리: 281kWh 리튬인산철
- 최대주행거리: 398km
- 연료: 전기
- 엔진 형식: 전기모터

아래는 현재 범한자동차 E-STAR 8 차종을 운용하고 있는 업체 목록이다.
- 서울특별시: 미봉운수, 연성운수, 은천운수, 일원교통, 성수운수, 정평운수, 사당3동마을버스, 왕금운수, 드림운수
- 경기도: 진양교통, 화영운수, 대림교통, 한진교통, 고양도시관리공사
- 부산광역시: 대명교통, 남부여객, (주)서호
- 강원도: 정선군청 공영 농어촌 버스
- 경상남도: 함안군청 공영 농어촌 버스

### E-STAR 11
2022년에 출시된 11m급 준대형 저상 전기버스이다. 저상면 좌석이 대부분 4 열인 경쟁차종보다 1열 많은 것이 특징이며, 이 때문에 축간거리가 길어지게 되었다. E-STAR 11의 경우 축간거리가 동급 차량에 비해 길다. 다른 저상버스와 달리 저상면을 더 넓게 확보하기 위한 것이 이유로 보이며, 축간거리가 길면 언덕 등판력이나 직진성은 좋지만, 반대로 회전반경이 커지기 때문에 우회전이나 유턴 시 어려움이 있다. 시내버스 최초 출고업체는 경상남도 창원의 동양교통이다.

#### 제원
- 전폭: 2,495mm
- 전고: 3,420mm
- 전장: 10,950mm
- 휠베이스: 5,900mm
- 모터 출력: 245kW(약 330마력)
- 배터리: 281kWh 리튬인산철
- 최대주행거리: 441km
- 연료: 전기
- 엔진 형식: 전기모터

아래는 현재 범한자동차 E-STAR 11 차종을 운용하고 있는 업체 목록이다.
- 서울특별시: 한빛운수, 인헌운수, 금천구청 교통약자 셔틀버스
- 부산광역시: 동남여객, 창성여객, 국제여객
- 대구광역시: 우주교통, 세운버스, 관음교통
- 경상남도: 동양교통
- 경기도: 신일여객

### E-STAR 12i
2023년에 출시된 전장 12m SD급 전기버스이다. 저상버스 E-STAR 8/11 차종과 달리 중국 국영기업인 안카이 자동차의 46인승 대형 버스를 범한자동차에서 판매한다.
전동기구는 최대출력 270kW(367ps) 모터를 사용하며 배터리는 10팩짜리 CATL 350 kWh 리튬 인산철(LFP)을 탑재하며, 대한민국 환경부 인증 기준 최고 시속이 80 km/h이며 1회 완전 충전 시 주행거리는 546km로 리오네보다 더 오래 주행할 수 있다. 타라 매트가 기본이고 우드 매트를 선택할 수 있으며 하부 개폐 창, 자동문, 스마트키, 후면 LED 후미등이 기본으로 탑재된다. 단, 경쟁차종과 달리 운전석 동력 윈도가 적용되지 않아 운전석 창문은 옆으로 당기고 밀어야 한다. 노선버스 업체로는 세원이 최초로 출고했다.

#### 제원
- 전폭: 2,495mm
- 전고: 3,450mm
- 전장: 12,000mm
- 휠베이스: 6,080mm
- 모터: 270kW(약 367마력)
- 배터리: 350kWh 리튬인산철
- 최대주행거리: 546km
- 연료: 전기
- 엔진 형식: 전기모터

##### 시내버스나광역버스에서 사용하고 있는 업체
- 경상남도: 세원